# الجوهرة بنت عبد العزيز آل سعود
الجوهرة بنت عبد العزيز آل سعود ( - 9 مارس 2023) أميرة سعودية من آل سعود والدها عبد العزيز آل سعود ووالدتها هي الأميرة حصة بنت أحمد بن محمد السديري، وهي أخت شقيقة لمن يطلق عليهم لقب السديريون السبعة وهم: الملك فهد بن عبد العزيز آل سعود (ملك المملكة العربية السعودية سابقًا)، الأمير سلطان بن عبد العزيز آل سعود (ولي العهد ونائب رئيس مجلس الوزراء ووزير الدفاع سابقًا)، الأمير عبد الرحمن بن عبد العزيز آل سعود (نائب وزير الدفاع سابقًا)، الأمير تركي الثاني بن عبد العزيز آل سعود، الأمير نايف بن عبد العزيز آل سعود (ولي العهد ونائب رئيس مجلس الوزراء ووزير الداخلية سابقًا)، الملك سلمان بن عبد العزيز آل سعود (ملك المملكة العربية السعودية حاليًا)، والأمير أحمد بن عبد العزيز آل سعود (وزير الداخلية السابق).
توفيت الأميرة الجوهرة بنت عبد العزيز آل سعود يوم الخميس 17 شعبان 1444 هـ الموافق 9 مارس 2023 وصُلي عليها يوم الجمعة 18 شعبان 1444 هـ الموافق 10 مارس 2023 بعد صلاة الجمعة في جامع الإمام تركي بن عبدالله في الرياض وتقدم المصلين عليها صاحب السمو الملكي الأمير محمد بن سلمان بن عبد العزيز آل سعود ولي العهد ورئيس مجلس الوزراء، وعدد من الأمراء والمسؤولين من مدنيين وعسكريين.

## حياتها المبكرة
تعتبر الأميرة الجوهرة ابنة عبد العزيز آل سعود مؤسس المملكة العربية السعودية ووالدتها هي الأميرة حصة بنت أحمد السديري. الأميرة الجوهرة هي جزء من عائلة تتكون من 11 فرد ويعتبر الملك فهد والملك سلمان من أشقائها.
سُميت بالجوهرة الثانية بعد وفاة أختها الأميرة الجوهرة الأولى التي توفيت صغيرة بالوافدة الإسبانيولية سنة 1337هـ/1919م.

## الحياة الشخصية
الأميرة الجوهرة بنت عبد العزيز آل سعود متزوجة من الأمير خالد بن عبد الله بن عبد الرحمن آل سعود، وأنجبت:
- الأمير فهد بن خالد بن عبد الله. له من الأبناء الأمير محمد (متزوج من كريمة الأمير سلطان بن فهد بن عبد العزيز آل سعود).[5]
- الأميرة فدوى بنت خالد بن عبد الله. متزوجة من الأمير محمد بن نواف بن عبد العزيز آل سعود.
- الأمير سلمان بن خالد بن عبد الله.
- الأمير سعود بن خالد بن عبد الله. متزوج من الأميرة هيفاء بنت فيصل بن فهد بن عبد العزيز آل سعود.
- الأمير أحمد بن خالد بن عبد الله. متزوج من الأميرة ديمة بنت تركي الثاني بن عبد العزيز آل سعود.
- الأميرة نوف بن خالد بن عبد الله (متوفاة).[6] متزوجة من الأمير فهد بن سلمان بن عبد العزيز آل سعود.
- الأميرة فهدة بن خالد بن عبد الله. متزوجة من الأمير نايف بن أحمد بن عبد العزيز آل سعود.